# Euphorbia kundelunguensis
Euphorbia kundelunguensis är en törelväxtart som först beskrevs av François Malaisse, och fick sitt nu gällande namn av Peter Vincent Bruyns. Euphorbia kundelunguensis ingår i släktet törlar, och familjen törelväxter.
Artens utbredningsområde är Kongo-Kinshasa. Inga underarter finns listade i Catalogue of Life.